# اروپورت دی کاتالونیا
اروپورت دی کاتالونیا (انگلیسی: Aeroports de Catalunya) شرکت دولتی هوانوردی اسپانیایی است، که در سال ۲۰۰۸ تأسیس شد.